# أولينا زيلينسكا
أولينا فولوديميريفنا زيلينسكا (الأوكرانية: Олена Володимирівна Зеленська؛ ولدت في 6 فبراير 1978) سيدة أوكرانيا الأولى الحالية بصفتها زوجة الرئيس فولوديمير زيلينسكي.

## حياتها
في 12 يونيو 2020 ، أعلنت زيلينسكا إصابتها بفيروس كورونا-19. بعد أربعة أيام ، تم إدخالها إلى المستشفى للمراقبة مع عدوى كورونا-19 التي وصفت بأنها «معتدلة» ولا تحتاج إلى تهوية ميكانيكية. تم إخراج زيلينسكا من المستشفى في 3 يوليو 2020 مع استمرار العلاج المنزلي للالتهاب الرئوي الثنائي.